# Aisin Gioro
Gli Aisin Gioro o Aisin Ghioro (in mancese: ᠠᡳᠰᡳᠨ
ᡤᡳᠣᡵᠣ, in cinese: 愛新覺羅T, 爱新觉罗S, ÀixīnjuéluóP) sono stati un clan Manciù di origine Jurchen, fondatori della dinastia Qing, e che governarono i regni della dinastia Jin Posteriore, dell'Impero del grande Qing e dell'Impero di Manciuria. Il clan Asin Gioro regnò sino alla Rivoluzione Xinhai del 1911, che instaurò al suo posto un governo repubblicano.

## Etimologia
La parola Aisin significa oro nella lingua mancese e Gioro è il nome dell'odierna Yilan, nella provincia di Heilongjiang. Nella tradizione Manciù, le famiglie sono identificate prima dal loro Hala, cioè il nome della loro famiglia o del loro clan, e poi dal Mukūn, ovvero una classificazione più dettagliata che si riferisce alla singola famiglia. Nel caso di Aisin Gioro, Aisin è la Mukūn, e Gioro è l'Hala. Altri membri del clan Gioro comprendono Irgen Gioro, Susu Gioro e Sirìn Gioro.
È da notare che la dinastia Jīn (jin significa oro in cinese) dei Jurchen, antenati dei Manciù, era conosciuta come Aisin Gurun, e che la dinastia Qing fu inizialmente chiamata Amaga Aisin Gurun () o dinastia Jin Posteriore. 
Dopo la caduta dell'Impero, alcuni membri della famiglia cambiarono i loro cognomi, assumendo il nome cinese di Jin (金); ad esempio Pujie, uno dei fratello minore di Pu Yi, cambiò il suo nome da Aisin-Gioro Puren (爱新觉罗 溥任) a Jin Youzhi ed i suoi figli a loro volta vennero soprannominati Jin.

## I nomi di generazione della famiglia
Prima della fondazione della dinastia Qing, i nomi dei bambini nel clan Aisin Gioro erano abbastanza casuali: infatti i Manciù, prima della conquista della Cina, non usavano nomi generazionali. Dopo aver preso il controllo della Cina, tuttavia, i Qing iniziarono a nominarli alla maniera Han. Durante il regno dell'imperatore Kangxi, padre di Yongzheng, tutti i suoi figli vennero denominati con un prefisso generazionale che precedeva il nome, ovvero c'erano tre caratteri che potevano essere scelti, Cheng (承), Bao (保), Chang (长) prima di concentrarsi sul quarto Yin (胤) in Kangxi. I figli di Yongzheng invece passarono da Fu (福) a Hong (弘). Dopo Yongzheng, l'imperatore Qianlong, decise che tutta la successiva progenie maschile avrebbe avuto un codice generazionale all'interno del nome a seconda del poema generazione di cui Qianlong compose i primi quattro caratteri (永绵奕载). Inoltre i nomi dei fratelli (nati dallo stesso padre) contenevano un comune radicale. Il clan degli Aisin Gioro aggiunse questa innovazione al nome generazionale, un radicale comune veniva inserito nel primo nome dei membri della famiglia reale posti nella linea di successione; in compenso i famigliari non in linea di successione non potevano portare quella radicale. In un'occasione Yongzheng cambiò il codice generazionale dei suoi fratelli per mantenere unico il suo nome. Tali pratiche apparentemente cessarono di esistere dopo l'ascesa dell'imperatore Daoguang.
| Ordine        | Codice generazionale | Codice radicale        | Esempi          |
| ------------- | -------------------- | ---------------------- | --------------- |
| Yongzheng     | Yin, 胤/Yun, 允      | Fortuna (Shi) 示       | Yinzhi, 胤祉    |
| Qianlong      | Hong, 弘             | Sole/Giorno (Ri) 日    | Hongzhou, 弘晝  |
| Jiaqing       | Yong, 永/Yong, 顒    | Giada (Yu) 玉          | Yongqi,永琪     |
| Daoguang      | Mian, 綿/Min, 旻     | Emozione (Xin) 心      | Mianyu, 綿愉    |
| Xianfeng      | Yi, 奕               | Letterario (Yan) 言    | Yixin, 奕訢     |
| Guangxu       | Zai, 載              | Acqua (Shui) 水        | Zaifeng, 載灃   |
| Xuantong      | Pu, 溥               | Umano (Singolo Ren) 人 | Pujie, 溥傑     |
| Yu'e, 毓峨    | Yu, 毓               | Montagna (Shan) 山     | Yuzhan, 毓嶦    |
| Hengtai, 恒鈦 | Heng, 恒             | Metallo/Oro (Jin) 金   | Hengjiang, 恒鏹 |

Seguenti: Qi 启, Dao 焘, Kai 闿, Zeng 增, Qi 祺.

## Albero genealogico
- Min-ning, Imperatore Daoguang (1782-1850)
  -  Yizhu, Imperatore Xianfeng (1831-1861)
    -  Zaichun, Imperatore Tongzhi (1856-1875)

  - Yixuan, I principe Chun (1840-1891)
    -  Zaitian, Imperatore Guangxu (1871-1908)
    - Zaifeng, principe reggente (1883-1951)
      -  Pu Yi, Imperatore Xuantong (1906-1967)
      - Pujie, Capo della Casata di Aisin-Gioro (1907-1994)
      - Puren, Capo della Casata di Aisin-Gioro (1918-2015)
        - Jin Yuzhang, Capo della Casata di Aisin-Gioro (nato nel 1942)
        - (1) Jin Yuquan (金毓峑, nato nel 1946)
        - (2) Jin Yulan (金毓岚, nato nel 1948)

### Successione alternativa
In The Empty Throne, Tony Scotland racconta di aver trovato il principe Yuyan, che viveva in una tana di fango vicino al palazzo imperiale. Yuyan, un lontano nipote di Pu Yi, disse a Scotland che l'ex imperatore lo fece erede al trono in una cerimonia eseguita mentre erano stati imprigionati in Russia insieme nel 1950. Questa affermazione non è supportata da alcun documento ufficiale, anche se era consuetudine nella dinastia Qing che un imperatore nominasse il suo successore con un testamento o un editto. L'autobiografia di Pu Yi conferma semplicemente che l'idea è stata discussa. Yuyan morì nel 1997; suo erede è il figlio maggiore Hengzhen, nato nel 1944. Non vi è tuttavia alcuna indicazione che Yuyan lo abbia designato come erede al trono, o che rivendichi questo status.

## Storia
Sotto la guida di Nurhaci e dei figlio Hong Taiji, gli Aisin Gioro della tribù Jurchen dello Jianzhou, si garantì l'egemonia tra le tribù rivali Juchen del nord-est attraverso guerra e alleanze, estendendo il controllo del clan fino alla Mongolia Interna. Nurhachi creò grandi unità civili-militari, chiamate Bandiere. Ogni Bandiera includeva 7500 guerrieri e comprendendo anche le loro famiglie, e i loro schiavi. Ogni Bandiera era identificata da un colore. In origine vi erano quattro, salite poi a otto bandiere Manciù; il loro numero crebbe man mano che venivano assoggettati nuovi territori, sin che arrivarono ad esistere otto bandiere per ognuno dei maggiori gruppi etnici dell'Impero Cinese (Han, Mongoli e Manciù).